# Палата № 6 (фильм, 2009)
«Пала́та № 6» — российский драматический фильм 2009 года режиссёров Карена Шахназарова и Александра Горновского, поставленный по одноимённой повести А. П. Чехова. Премьера состоялась 3 сентября 2009 года.

## Сюжет
Сценарий фильма написан по мотивам повести. Сохранив её фабульную основу, авторы перенесли действие в настоящее время.
Главный врач провинциальной психиатрической больницы Андрей Ефимович Рагин обнаруживает в одном из своих пациентов (Громове) человека с оригинальным мышлением, более того — собственной философией. В беседах с душевнобольным доктор видит безумие мира и скоро сам теряет самообладание. Но кто вправе решать, где та грань, за которой начинается безумие?
Повествование ведётся, в том числе, и в виде интервью у различных лиц, знавших Андрея Ефимовича, в документальной манере.

## В ролях
- Владимир Ильин — Андрей Ефимович Рагин, доктор
- Алексей Вертков — Иван Дмитриевич Громов, душевнобольной
- Александр Панкратов-Чёрный — Михаил Аверьянович
- Евгений Стычкин — Евгений Фёдорович Хоботов, молодой доктор
- Виктор Соловьёв — Никита, старший санитар в больнице
- Олег Шапко — еврей Мойсейка, больной
- Анна Синякина — Дарьюшка
- Алексей Жарков (последняя роль) — прежний главврач
- Альбина Евтушевская — Дарья, домработница

## Съёмки
Важнейшие сцены фильма были сняты в действующем психоневрологическом интернате на территории Николо-Пешношского монастыря в Дмитровском районе Московской области. Картина была отснята всего за месяц — с 5 ноября по 2 декабря 2008 года.
Роли второго плана и массовка были сыграны реальными пациентами интерната, многим из них надо было выучить довольно сложный текст.
Последняя сцена с девочками, где одна смеялась, не сумев сдержать смех, а вторая не могла засмеяться, была снята абсолютно случайно и не была запланирована в сценарии.
Сценарий «Палаты № 6» Карен Шахназаров и Александр Бородянский написали ещё в 1988 году, однако тогда проект не состоялся из-за творческих разногласий с итальянскими продюсерами. Роль Андрея Рагина первоначально должен был сыграть Марчелло Мастроянни.
В кадре первого появления Дарьюшки на книжной полке стоит собрание сочинений А. П. Чехова 1960—1964 гг. издания.

## Награды
- 2010 г. — победитель премии Ника за 2009 год в номинации «Лучшая мужская роль» (Владимир Ильин).